# Palicourea psittacorum
Palicourea psittacorum är en måreväxtart som beskrevs av Paul Carpenter Standley. Palicourea psittacorum ingår i släktet Palicourea och familjen måreväxter. Inga underarter finns listade i Catalogue of Life.